# Clube Atlético Ypiranga
O Clube Atlético Ypiranga é um clube social, esportivo e recreativo brasileiro da cidade de São Paulo fundado em 1906. Seu time de futebol foi um dos mais fortes de São Paulo na primeira metade do século XX. Foi também um dos membros fundadores da Federação Paulista de Futebol. Apesar disso, nunca ganhou um título, conquistando vice-campeonatos estaduais, como em 1913, 1935 e 1936.

## História
Fundador da Federação Paulista de Futebol, o clube foi, nas décadas de 1910 e 1920, um grande expoente da popularização do futebol, junto com Corinthians, o Palmeiras (na época, Palestra Itália) e o Juventus, eram os únicos clubes de expressão que não eram associados a elite cafeeira paulistana e que tiveram, por esse motivo, uma aceitação popular.
O Corinthians foi fundado pelos moradores do Bom Retiro; o Palmeiras por imigrantes italianos, em sua maioria funcionários das Indústrias Matarazzo;  já o Juventus nasceu pelos funcionários do Cotonifício Rodolfo Crespi.
Foi o clube que revelou Arthur Friedenreich. Pelo Ypiranga, ele foi artilheiro do Campeonato Paulista em 1914 e 1917. Quem também vestiu a camisa do clube foi o goleiro Barbosa, que defendeu o Brasil na Copa do Mundo de 1950. Outro jogador de destaque e Xavier Camargo "Formiga" que jogou oito vezes na camisa brasileira em 1922.
Em 1932, as agremiações Clube Atlético Independência do Ipiranga, Clube Atlético Sílex, Club Sportivo América e o Nacional, se juntaram ao Ypiranga, propiciando sua mudança para o bairro do Ipiranga, além da formação de uma de suas mais fortes equipes, que foi vice campeã paulista em 1935 e 1936.
Em 1958, quando foi rebaixado para a 2ª divisão, desativou seu departamento de futebol profissional.

## Títulos

### Estaduais
- Torneio Início Paulista: 2 vezes (1948 e 1950)

### Campanhas de Destaque
- Vice-Campeonato Paulista: 3 vezes (1913, 1935 e 1936).

## Hino
O hino original do Clube Atlético Ypiranga foi escrito e gravado entre a década de 20 e 30 do século XX e em julho de 2009 foi realizado um concurso para a nova letra, utilizando a mesma melodia.
O concurso para o novo hino contou com oito participantes, sendo vencedora a Família Vidal, composta por Jonas Franco, Cleusa Vidal, Marcos Vidal e Marcelo Vidal.

## Esportes
- Bilhar
- Bocha
- Futebol
- Natação
- Sinuca
- Squash
- Tênis
- Tranca
- Voleibol